# Kazunori Itō
Kazunori Itō (伊藤和典?, Itō Kazunori; Hinase, 24 dicembre 1954) è uno scrittore e sceneggiatore giapponese, attivo soprattutto nel campo degli anime.

## Biografia
Dopo la laurea, nel 1981 debutta nel mondo dell'animazione scrivendo la sceneggiatura della serie televisiva Urusei yatsura (Lamù) ed inizia il suo sodalizio con l'autore e regista Mamoru Oshii, che affiancherà in molte produzioni di grande rilievo. Da ricordare anche la collaborazione con Hayao Miyazaki per la sceneggiatura del film Nausicaä della Valle del vento, nel 1984.
In seguito, nel 1987 fonda con Mamoru Oshii il collettivo Headgear ed è quindi tra gli artefici della fortunata saga di Kidō keisatsu Patlabor (Patlabor), nell'ambito della quale certamente l'opera di maggior spicco è la sceneggiatura del lungometraggio Patlabor 2: The Movie, che coglie un successo internazionale e gli vale diversi riconoscimenti. Tuttavia la definitiva consacrazione arriva con un capolavoro riconosciuto dell'animazione giapponese, il lungometraggio Kōkaku kidōtai, meglio noto come Ghost in the Shell, realizzato ancora insieme a Mamoru Oshii nel 1995.
Negli anni novanta contribuisce anche al revival del genere kaiju eiga, l'epopea cinematografica dei mostri degli anni sessanta, scrivendo le sceneggiature della trilogia dell'era Heisei di Gamera. Più di recente ha contribuito al fenomeno .hack, scrivendo le sceneggiature degli OAV .hack//Liminality, e delle serie .hack//SIGN e .hack//Roots, oltre che di diversi capitoli della lunga serie di videogiochi.

## Opere principali

### Anime
- Urusei yatsura (Lamù), serie TV, 1981 - sceneggiatura
- Mahō no tenshi Creamy Mami (L'incantevole Creamy), serie TV, 1983 - soggetto, sceneggiatura
- Urusei yatsura: Only You (Lamù: Only You), film, 1983 - sceneggiatura
- Kaze no tani no Naushika (Nausicaä della Valle del vento), film, 1984 - co-sceneggiatura
- Kimagure Orange Road: Shōnen Jump Special, OAV, 1985 - sceneggiatura
- Dirty Pair: Nolandia no nazo, OAV, 1985 - sceneggiatura
- Maison Ikkoku (Cara dolce Kyoko), serie TV, 1986 - sceneggiatura
- Kenritsu chikyū Bōeigun, OAV, 1986 - sceneggiatura
- Urban Square - Kōhaku no tsuigeki, OAV, 1986 - sceneggiatura
- Twilight Q, OAV, 1987 - soggetto, sceneggiatura
- Kidō keisatsu Patlabor (Patlabor), OAV, 1988 - sceneggiatura
- Kidō keisatsu Patlabor (Patlabor), serie TV, 1989 - sceneggiatura
- Kidō keisatsu Patlabor gekijōban (Patlabor: The Movie), film, 1989 - sceneggiatura
- Kidō keisatsu Patlabor OVA 2 (Patlabor), OAV, 1990 - sceneggiatura
- Licca-chan fushigina Yunia monogatari, OAV, 1990 - sceneggiatura
- Licca-chan fushigina mahō no ring, OAV, 1991 - sceneggiatura
- Kidō keisatsu Patlabor 2 gekijōban (Patlabor 2: The Movie), film, 1993 - sceneggiatura
- Kōkaku kidōtai (Ghost in the Shell), film, 1995 - sceneggiatura
- .hack//SIGN, serie TV, 2002 - sceneggiatura
- .hack//Liminality, OAV, 2002 - sceneggiatura
- .hack//Tasogare no udewa densetsu, serie TV, 2003 - sceneggiatura
- Zettai shōnen, serie TV, 2005 - sceneggiatura
- Digital Monster X-Evolution, film, 2005 - sceneggiatura
- .hack//Roots, serie TV, 2006 - sceneggiatura

### Film dal vivo
- Curtain Call, 1986 - regia
- Talking Head, 1992 - aiuto regia
- Necronomicon, 1993 - sceneggiatura
- Gamera daikaijū kuchu kessen, 1995 - sceneggiatura
- Gamera 2: Legion shurai, 1996 - sceneggiatura
- Gamera 3: Iris kakusei, 1999 - sceneggiatura
- Avalon, 2001 - sceneggiatura
- Pistol Opera, 2001 - sceneggiatura

### Manga
- Mahō no Tenshi Creamy Mami, 1983 - testi

### Videogiochi
- Rudora no hihō, 1996 - storia
- .hack//Osen kakudai vol. 1, 2002 - storia
- .hack//Akusei heni vol. 2, 2002 - storia
- .hack//Shinshoku osen vol. 3, 2002 - storia
- .hack//Zettai houi vol. 4, 2003 - storia
- .hack//G.U. Vol. 1: Saitan, 2006 - supervisore storia